# Madhyattus
Madhyattus Prószynski, 1992 è un genere di ragni appartenente alla famiglia Salticidae.

## Etimologia
Il nome risulta dalla fusione della regione indiana di Madhya Pradesh, col suffisso -attus, caratteristico di vari generi della famiglia Salticidae, un tempo denominata Attidae.

## Distribuzione
L'unica specie oggi nota di questo genere è stata rinvenuta in India, nel Madhya Pradesh.

## Tassonomia
A giugno 2011, si compone di una specie:
- Madhyattus jabalpurensis Prószynski, 1992[2] — India